# Oechlitz
Oechlitz is een plaats en voormalige gemeente in de Duitse deelstaat Saksen-Anhalt, en maakt deel uit van de Landkreis Saalekreis.

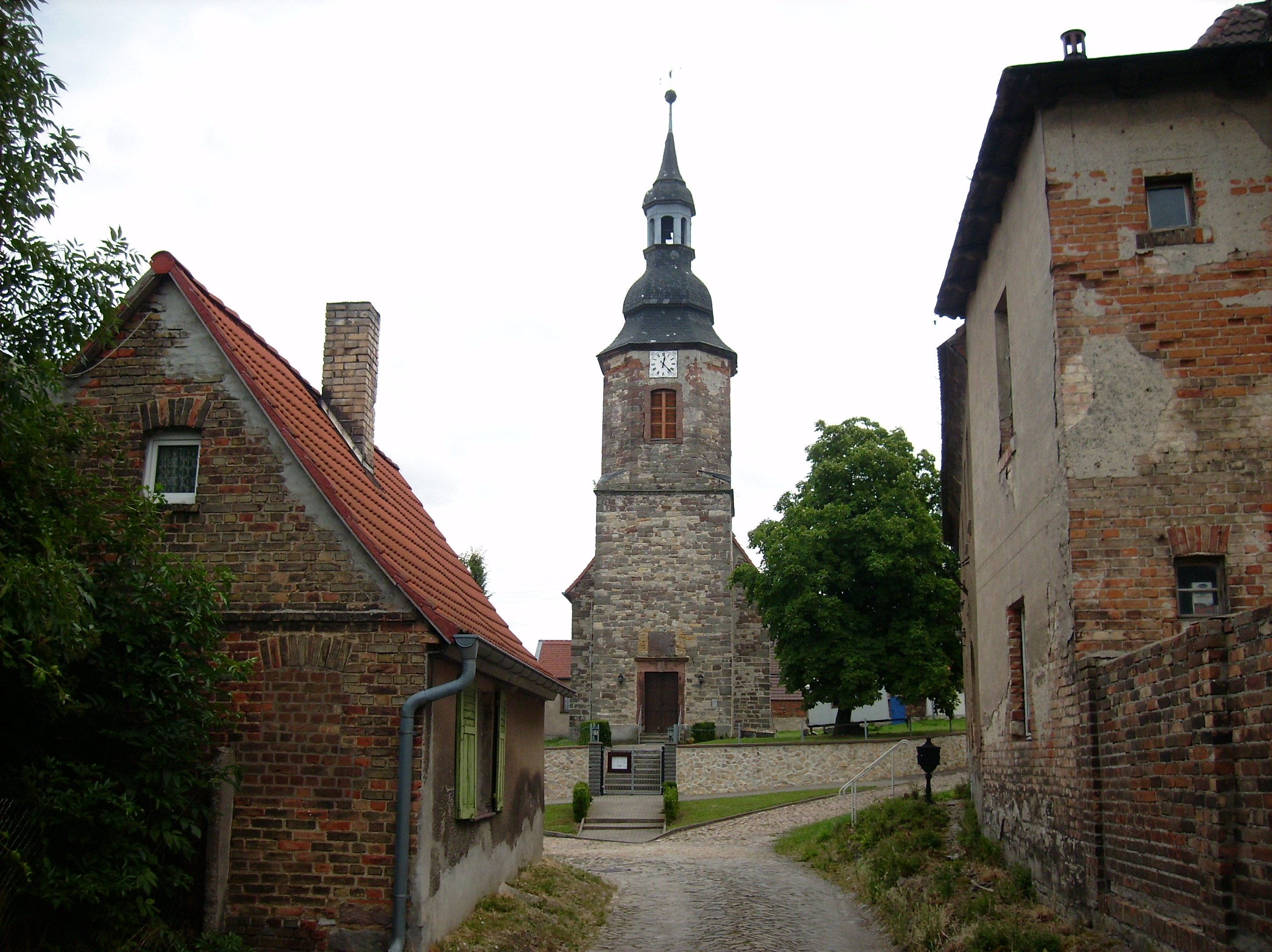
Kerk van Oechlitz

Oechlitz telt 593 inwoners.